# Vresen
Vresen este o arie protejată (arie specială de conservare — SAC, sit de importanță comunitară — SCI) din Danemarca întinsă pe o suprafață de 62.047 ha, integral marine.

## Localizare
Centrul sitului Vresen este situat la coordonatele 55°15′33″N 10°52′31″E / 55.259167°N 10.875278°E.

## Înființare
Situl Vresen a fost declarat sit de importanță comunitară în mai 1995 pentru a proteja 2 specii de animale. Situl a fost protejat și ca arie specială de conservare în decembrie 2011.

## Biodiversitate
Situată în ecoregiunile continentală și marină baltică, aria protejată conține 4 habitate naturale: Recifuri, Bancuri de nisip acoperite în permanență slab de apă marină, Vegetație anuală la limita mareei, Vegetație perenă pe țărmurile stâncoase.
La baza desemnării sitului se află mai multe specii protejate de  mamifere (2): focă obișnuită (Phoca vitulina), marsuin (Phocoena phocoena).